# Проклятий діамант
Проклятий діамант (англ. 8 of Diamonds) — американський кримінальний фільм 2006 року.

## Сюжет
Трьом злочинцям необхідно вкрасти бездоганний і рідкісний двадцатікаратний діамант. Але все відбувається не так, як планувалося. Один з членів банди, при відступі, змушений був проковтнути дорогоцінний камінь і загинути.

## У ролях
| Актор             | Роль                  |
| ----------------- | --------------------- |
| Ерік Робертс      | Чарлі Кламанські      |
| Дональд Гібб      | Великий Майк          |
| Тім Казурінскі    | Віджіо                |
| Ден Фленнері      | доктор Фельдман       |
| Хезер Прете       | Лаура                 |
| Едді Хачро        | Стікс                 |
| Девід Грей        | Рік                   |
| Менні Соса        | Жирний Ентоні         |
| Фріман Коффі      | містер Бі             |
| Андрій Орловський | Боско                 |
| Скотт Престін     | ув'язнений            |
| Кардs Флек        | мати Ріка             |
| Лідія Мtлоні      | присутній на похороні |
| Джемі О'Рейлі     | Дженні                |
| Кармен Сенко      | мати Жирного Ентоні   |